# Генріх Альберц
Генріх Альберц (нім. Heinrich Albertz) — державний та політичний діяч Німеччини. З 1 грудня 1966 по 19 жовтня 1967 займав посаду правлячого бургомістра Берліна.

## Біографія
Народився 22 січня 1915 року у місті Вроцлав, Німецька імперія. Працював священнослужителем, влітку 1945 року очолив церкву у місті Целлі. 1946 року приєднався до Соціал-демократичної партії Німеччини. 9 червня 1948 року був призначений міністром Нижньої Саксонії у справах біженців. З 1951 по 1955 рік обіймав посаду міністра соціального забезпечення Нижньої Саксонії.
1 грудня 1966 став правлячим бургомістром Берліна. 2 червня 1967 року до Західного Берліна прибув шах Ірану, що спровокувало масові заворушення у місті. Увечері шах Ірану, президент Німеччини Гейнріх Любке та Генріх Альберц прибули на спектакль до опери, де на них чекала велика кількість демонстрантів, які закидали політиків курячими яйцями та помідорами. Подібна подія обернулася політичним скандалом, Генріх Альберц втратив підтримку у своїй партії і вже 19 жовтня 1967 залишив посаду правлячого бургомістра. Його наступником став Клаус Шюц.
Генріх Альберц помер 18 травня 1993 року у будинку для людей похилого віку в Бремене.